# Monochroa rumicetella
Monochroa rumicetella is een vlinder uit de familie tastermotten (Gelechiidae). De wetenschappelijke naam is voor het eerst geldig gepubliceerd in 1868 door O. Hofmann.
De soort komt voor in Europa.